# Unione Sportiva Sanremese 1949-1950
Questa voce raccoglie le informazioni riguardanti l'Unione Sportiva Sanremese nelle competizioni ufficiali della stagione 1949-1950.

## Rosa
| N. |                   | Ruolo | Calciatore           |
| -- | ----------------- | ----- | -------------------- |
|    | Italia (bandiera) | P     | M. Airaldi           |
|    | Italia (bandiera) | D     | Pietro Biglino       |
|    | Italia (bandiera) | A     | Tito Celani          |
|    | Italia (bandiera) | C     | Lino Ciastellardo    |
|    | Italia (bandiera) | A     | Mario Ghiglione      |
|    | Italia (bandiera) | A     | Fortunato Grammatica |
|    | Italia (bandiera) | D     | Attilio Monza        |
|    | Italia (bandiera) | A     | Armando Mozzetta     |

| N. |                   | Ruolo | Calciatore           |
| -- | ----------------- | ----- | -------------------- |
|    | Italia (bandiera) | C     | U. Oldani            |
|    | Italia (bandiera) | A     | L. Presezzi          |
|    | Italia (bandiera) | D     | Silvio Rispoli       |
|    | Italia (bandiera) | A     | U. Rosati            |
|    | Italia (bandiera) | C     | Pietro Trevisan      |
|    | Italia (bandiera) | C     | Sebastiano Vaschetto |
|    | Italia (bandiera) | P     | Alessandro Von Mayer |